# Helene Mayer
Helene Mayer (20 de diciembre de 1910-15 de octubre de 1953) fue una deportista alemana, nacionalizada estadounidense, que compitió en esgrima, especialista en la modalidad de florete.
Participó en tres Juegos Olímpicos de Verano entre los años 1928 y 1936, obteniendo dos medallas, oro en Ámsterdam 1928 y plata en Berlín 1936. Ganó cuatro medallas en el Campeonato Mundial de Esgrima entre los años 1929 y 1937.

## Palmarés internacional
| Representando a Alemania |                          |                  |                     |
| Juegos Olímpicos         |                          |                  |                     |
| Año                      | Lugar                    | Medalla          | Prueba              |
| 1928                     | Ámsterdam (Países Bajos) | Medalla de oro   | Florete individual  |
| 1936                     | Berlín (Alemania)        | Medalla de plata | Florete individual  |
| Campeonato Mundial       |                          |                  |                     |
| Año                      | Lugar                    | Medalla          | Prueba              |
| 1929                     | Nápoles (Italia)         | Medalla de oro   | Florete individual  |
| 1931                     | Viena (Austria)          | Medalla de oro   | Florete individual  |
| 1937                     | París (Francia)          | Medalla de oro   | Florete individual  |
| 1937                     | París (Francia)          | Medalla de plata | Florete por equipos |